# Chemin de fer du Panama
Le chemin de fer du Panama est une ligne de chemin de fer reliant les océans Atlantique et Pacifique au Panama, en Amérique centrale. Depuis 1998, il est exploité en concession par la Panama Canal Railway Company, filiale commune du Kansas City Southern Railway et de la société Mi-Jack. La ligne, longue de 76,6 km, franchit l'isthme de Panama entre Colón et Panama (en passant par Gatun, Bujio, Barbacoas, Matachin et Summit). Désigné par ses partisans comme le chemin de fer inter-océanique lors de son ouverture en 1855, on l'a plus tard décrit comme constituant le premier chemin de fer transcontinental,,,.
Construit afin de permettre d'écouler un trafic de plus en plus intense vers la Californie, en particulier lors de la ruée vers l'or de 1849, ses travaux de construction ont commencé en 1850 pour voir ensuite passer le premier train assurant la desserte de bout en bout le 28 janvier 1855.
Un demi-siècle plus tard, l'itinéraire de cette ligne a été fortement modifié lors de la construction du canal de Panama sur un itinéraire parallèle.
Depuis 2001, la ligne entièrement rénovée, assure un transit important de conteneurs entre les deux océans.

## L'exploitation actuelle
Une liaison quotidienne de trains de voyageurs est assurée entre les deux océans.
Environ 10 trains quotidiens de fret (transport de conteneurs) transportent 400 000 conteneurs chaque année entre les deux océans.

## Histoire

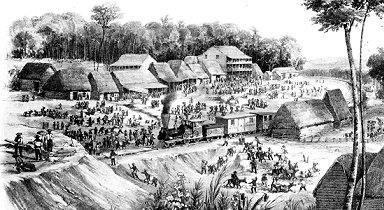
Railway at Culebra Summit Station, 1854

### Les premiers projets
Alors que les sentiers du Camino Real, puis de Las Cruces, construits et entretenus à l'origine par les Espagnols, ont permis à quelques voyageurs et à quelques marchandises de franchir l'isthme de Panama pendant plus de trois siècles, il est apparu, au cours du XIXe siècle, que devait être établi un moyen de franchissement moins coûteux, plus sûr et plus rapide. Vu le développement de la technologie ferroviaire au début des années 1800 et étant donné le coût et la difficulté que présentait alors, compte tenu des technologies disponibles, le percement d'un canal, la construction d'une ligne de chemin de fer parut la solution idéale.
Simón Bolívar, président de Grande Colombie, dont faisait alors partie l'actuel Panama, mandate une étude relative à la possibilité de construire une ligne de chemin de fer entre Chagres, sur la rivière du même nom, et la ville de Panama. Cette étude réalisée entre 1827 et 1829, établit qu'une telle ligne était envisageable ; toutefois, l'idée n'aura pas de suite immédiate.
En 1836, Andrew Jackson, président des États-Unis d'Amérique, commande une étude afin de lister les itinéraires possibles afin d'établir une relation interocéanique, pour protéger les intérêts des Américains transitant entre les deux océans, en particulier ceux vivant dans la région de l'Oregon. Les États-Unis acquièrent, à la suite de cette étude, une franchise sur un chemin de fer franchissant l'isthme. Cependant, cette entreprise est victime de la panique de 1837, et n'aura, elle non plus, aucune suite.
En 1838, une entreprise française reçoit la concession d'une liaison par route, par fer ou par voie d'eau à travers l'isthme. Une première étude recommande la construction d'un canal au niveau de la mer entre Limón Bay et la baie Boca del Monte, une vingtaine de kilomètres à l'ouest de Panama. Mais là encore, l'entreprise capote, faute de fonds et de technologie appropriée.
À la suite de l'achat, par les États-Unis, de la Haute-Californie et du territoire de l'Oregon en 1846, et de la perspective d'un nombre accru de colons voyageant entre les deux côtes de l'Amérique du Nord, les États-Unis cherchent à nouveau à ce qu'existe un lien sûr et rapide entre les océans Atlantique et Pacifique. Le Congrès des États-Unis, en 1847 (soit un an avant que de l'or soit découvert en Californie), autorise la libération de fonds afin que soient exploitées deux lignes de bateaux à vapeur pour le transport du courrier et des passagers : une ligne dans l'Atlantique, l'autre dans le Pacifique. La ligne de l'Atlantique relia New York, La Havane et La Nouvelle-Orléans au Río Chagres au Panama en traversant la mer des Caraïbes (subvention de 300 000 $). La ligne du Pacifique devait relier la ville de Panama à la Californie et à l'Oregon (subvention de 200 000 $). Aucun des navires du Pacifique ne fut construit avant que le service de transport du courrier ne fut abandonné.
En 1847, le transit à travers l'isthme était assuré par des barques monoxyles traditionnelles (plus tard, des canots de sauvetage modifiés furent également utilisés), qui remontaient le Río Chagres, souvent sauvage et dangereux. Ensuite, des mules prenaient le relais pour la trentaine de kilomètres suivant les anciens sentiers créés par les Espagnols. Ces sentiers étaient en très mauvais état, n'ayant pas été entretenus pendant plus de 50 ans, alors que la pluviométrie locale peut atteindre plus de 3 mètres chaque année lors de la saison des pluies entre avril et décembre. Un trajet entre l'Atlantique et le Pacifique (ou réciproquement) prenait entre 4 et 8 jours aller-retour, et n'était pas exempt de dangers ni de risques de contracter une maladie.
William H. Aspinwall, l'homme à qui la concession de la ligne de bateaux à vapeur du Pacifique avait échu, conçoit un nouveau projet de chemin de fer à travers l'isthme. Associé à des partenaires, il enregistre à New York la compagnie Panama Railroad Company, fait une levée de fonds d'un million de dollars en vendant du bétail, et prend l'appui de sociétés privées afin d'étudier le tracé et l'ingénierie nécessaire à la construction de cette ligne. Ce projet arrive en temps opportun, car la découverte d'or en Californie en janvier 1848 crée une ruée d'émigrants souhaitant traverser l'isthme de Panama pour rejoindre la Californie. Le premier bateau à vapeur à aubes et à trois mâts, sur les trois qui furent construits, à opérer la ligne du Pacifique, fut le SS California, d'un coût de 200 000 $,. Il était d'une longueur de 62 m, d'une largeur de 10 m et d'un tirant d'eau de 6 m, il déplaçait 1 057 tons ; lorsqu'il contourna (à la voile) le Cap Horn, il fut le premier bateau à vapeur à naviguer sur la côte Ouest de l'Amérique. Le 17 janvier 1849, lorsqu'il fit escale à Panama, il fut pris d'assaut par 700 chercheurs d'or, mais n'en embarqua que 400 lorsqu'il appareilla le 31 janvier 1849 à destination de la baie de San Francisco, 5 600 km plus au nord, qu'il atteignit le 28 février 1849, après un voyage de 145 jours depuis le départ de New York. À San Francisco, tout l'équipage, excepté le commandant, déserta, et le navire fut échoué pendant environ 4 mois avant qu'un ravitaillement en charbon et un nouvel équipage, bien plus coûteux, pût être trouvé.

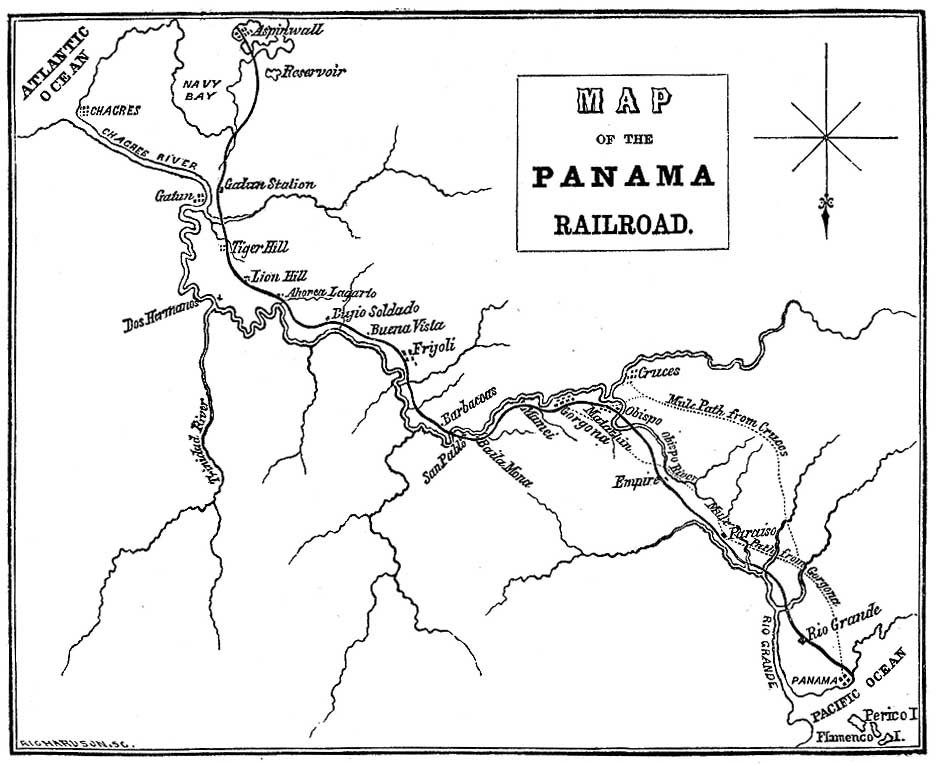
Carte du chemin de fer du Panama de 1861, tirée de l’Histoire illustrée du chemin de fer du Panama (Illustrated History of the Panama Railroad) par Fessenden Nott Otis, Harper & Brothers, New York, 1861 (The Cooper Collections).
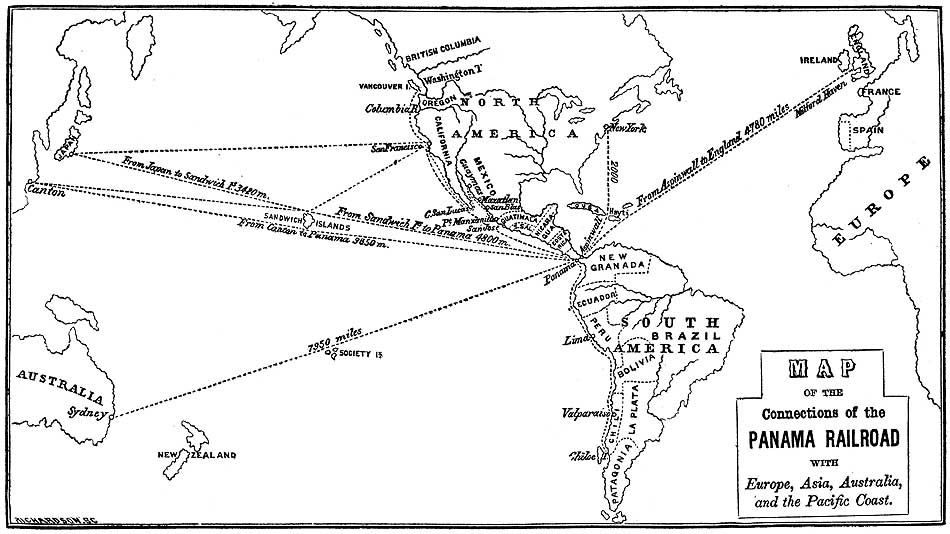
International conexions to the Panama Railroad, 1861 (The Cooper Collections)
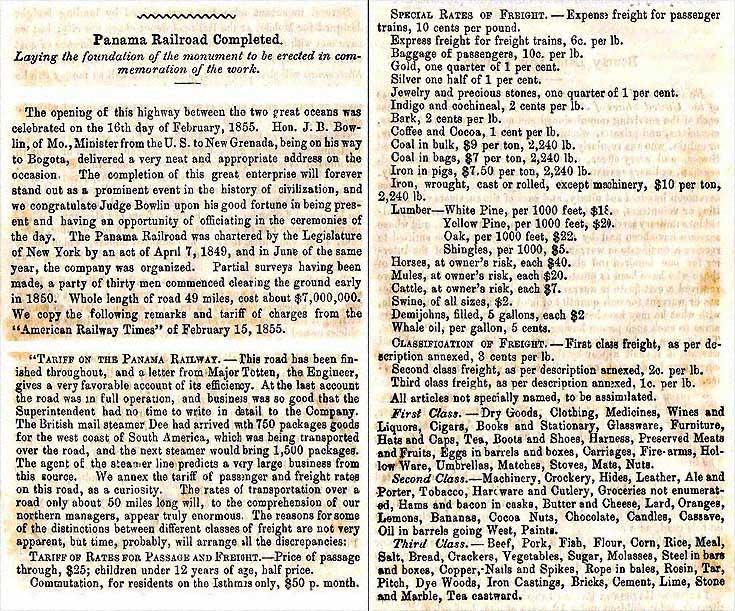
Panama Railroad opens; freight tariffs, 1855 (The Cooper Collections) [transcription available]
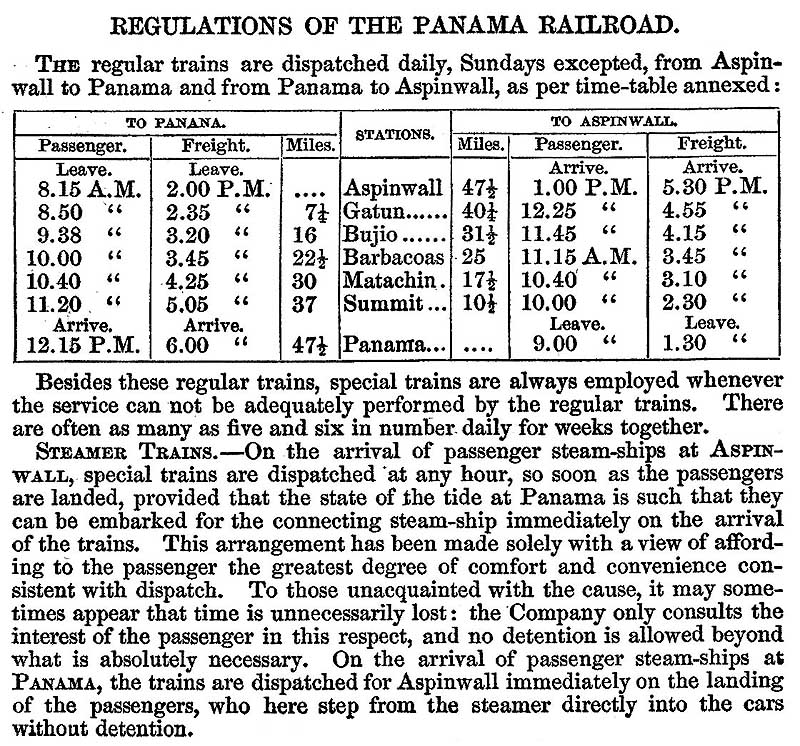
Panama Railroad Regulations & Schedule, 1861 (The Cooper Collections) [transcription available]

### La première construction de la ligne
En mai 1850 débute la construction de la ligne. Mais très rapidement, les difficultés de l'entreprise apparurent. Une très grande partie du tracé se situait dans la jungle marécageuse ; la chaleur était étouffante, les moustiques étaient omniprésents et les pluies torrentielles durant près de la moitié de l'année obligèrent certains des ouvriers à travailler dans l'eau jusqu'à la taille. Certains marais semblaient sans fond et souvent, il fallut accumuler plus de 30 m de remblai afin d'obtenir une assise correcte pour la voie. Les seuls équipements motorisés disponibles étaient la voie ferrée et ses locomotives ; le reste du travail devait être fait à la force des bras et à l'aide de mules. Le choléra, la fièvre jaune et le paludisme causèrent de nombreuses morts, et, malgré le recrutement continu de nouveaux ouvriers, il y eut des périodes durant lesquelles le chantier dut être arrêté, faute de personnel suffisant en bonne santé. Tout le matériel et toute la nourriture devaient être importés des États-Unis, ce qui contribua à l'élévation du coût de construction de la ligne.
Le destin du projet tourna en novembre 1851, alors que le fonds initial d'un million de dollars était en passe d'être épuisé. Deux gros bateaux à vapeur, transportant un millier de passagers, furent forcés de s'abriter dans la Limón Bay, au nord de l'isthme, afin d'échapper à un cyclone tropical dans la mer des Caraïbes. Puisque la ligne était, à ce moment-là, déjà achevée sur 11 km, jusqu'à la ville de Gatún sur le Río Chagres, il fut possible de débarquer les voyageurs et leurs bagages et de les transporter sur ce tronçon, à l'aide de wagons plats, ce qui limita d'autant leur périple sur la rivière. Pressés de débarquer et de franchir l'isthme, les chercheurs d'or payèrent 0,5 $ par mile parcouru et 3 $ les 100 livres de bagage. Cette injection d'argent sauva la compagnie concessionnaire et commença à la rendre rentable. Des voitures à passagers furent immédiatement commandés, et la ligne fut ouverte au trafic alors que plus de 60 km de son tracé restait à construire. Chaque année, le tronçon exploitable augmentait en longueur, le prix du billet augmentait proportionnellement, et ceci contribua à l'augmentation de la valeur de l'entreprise. De ce fait, des fonds purent être levés, ce qui permit l'achèvement des travaux, qui finalement s'élevèrent à 8 000 000 $ et coûtèrent la vie de 5 000 à 10 000 personnes.
En juillet 1852, à 37 km de l'origine, les travaux atteignirent le Río Chagres, où un important pont devait être construit. Le premier pont, construit en bois, fut détruit à la première crue du Chagres ; les travaux reprirent, afin de construire un nouveau pont, cette fois-ci métallique, plus haut, et long d'une centaine de mètres. Les travaux prirent un an. En tout, plus de 170 ponts et ponceaux furent construits.
En janvier 1854, les travaux commencèrent au sommet du Continental Divide, la ligne de partage des eaux entre l'Atlantique et le Pacifique. Une tranchée de plus de 12 m de profondeur dut être creusée, et ces travaux durèrent plusieurs mois. Le tracé au sommet du Continental Divide, à Culebra, fut terminé du côté Atlantique en janvier 1855, 60 km de voies ayant été posé depuis l'origine de la ligne à Colón (alors dénommé Aspinwall). Une deuxième équipe, travaillant dans des conditions plus favorables, disposant d'un outillage et de matériel (rails, traverses, locomotives, wagons…) amenés par bateau via le Cap Horn, finirent leurs 11 km de voies depuis Panama du côté du Pacifique au milieu d'une nuit pluvieuse le 27 janvier 1855. Éclairé à l'aide de lampe à huile de baleine, l'ingénieur en chef George Totten mit en place le dernier tire-fond, fixant le dernier rail sur des traverses en pin. Le lendemain matin, les premiers trains de voyageurs franchissaient la section et reliaient les deux océans. Le pari ambitieux était réussi !
La ligne s'étendait sur 76 km (47 miles et 3 020 pieds) et la rampe maximale était de 11,4 ‰ (60 pieds/mile). Le point sommital, situé à 60,2 km de l'Atlantique et à 16,4 km du Pacifique, était situé à une altitude de 78,8 m plus élevée que celle du terminus côté Atlantique, de 74,0 m plus élevée que celle du terminus côté Pacifique, de 80,4 m plus élevée que le niveau moyen de l'océan Atlantique, alors que le niveau du Continental Divide est de 87 m par rapport à la même référence,.
Désormais, les travaux s'évertuèrent à pérenniser la voie. Les ponts, hâtivement construits en bois, durent rapidement être remplacés par des ponts métalliques, afin de leur permettre de mieux résister au pourrissement engendré par la chaleur tropicale et souvent emportés par les pluies torrentielles. Des estacades en bois furent remplacés par des remblais en dur ; les traverses en pin ne durèrent qu'un an, et durent être remplacées par des traverses en gaïac, un bois tropical originaire des Caraïbes, si dur qu'il devait être percé mécaniquement avant de pouvoir y fixer les tire-fonds.

#### Le financement des travaux

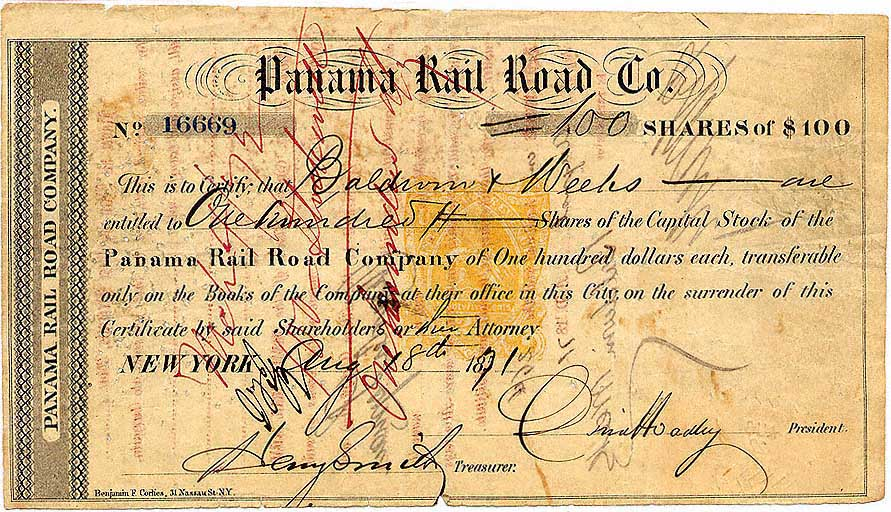
Certificat valant 100 actions de la Panama Rail Road Co (certificat no 16669) daté à New York du 18 août 1871 (Issus des Cooper Collections).

La ligne coûta quelque huit millions de dollars, soit huit fois le coût estimé en 1850. Elle présenta d'extraordinaires défis d'ingénierie, franchissant une chaîne montagneuse et traversant les marais. Plus de 300 ponts et ponceaux durent être construits tout au long de la voie.
Elle fut financée par des capitaux privés des États-Unis. Parmi les hommes-clefs se trouvent William H. Aspinwall, David Hoadley, George Muirson Totten et John Lloyd Stephens. Elle fut construite et à l'origine propriété de la Panama Rail Road Company, société américaine basée à New York et enregistrée dans l'État du même nom le 7 avril 1849, qui fut une des sociétés les plus valorisées de l'époque. La société avait acquis le droit exclusif auprès de la République de Nouvelle-Grenade de construire une ligne ferroviaire à travers l'isthme.

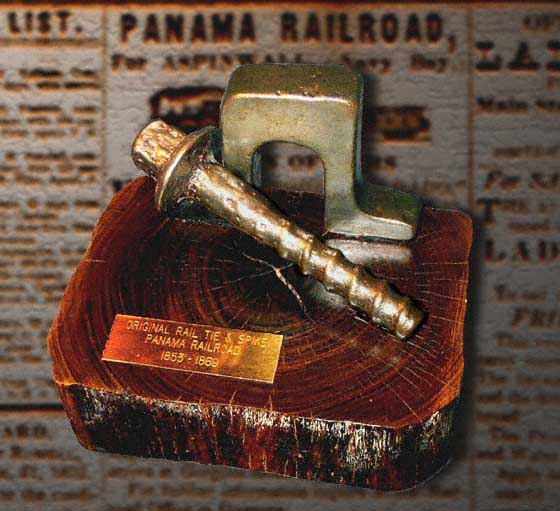
Exemple des matériaux originellement utilisés pour la construction de la ligne : rail en U inversé, tire-fond, traverse en gaïac (extrait des Cooper Collections).

La ligne connut un trafic conséquent, y compris lorsqu'elle était encore en construction ; la poursuite du voyage, sur les sections encore non ouvertes, se faisant en canoë ou à dos de  mule. Ceci n'était pas prévu à l'origine, mais l'empressement des voyageurs à gagner la Californie, à l'époque de la ruée vers l'or, conduisit la société à offrir des places sur les sections achevées, à un tarif de 0,5 $/mile à l'origine, s'élevant à 25 $ par voyageur lorsque la ligne fut ouverte en intégralité. Lors de cette ouverture en intégralité, le 28 janvier 1855, plus d'un tiers du coût de huit millions de dollars avait déjà été remboursé par le bénéfice des voyageurs et des marchandises transportés.
Le tarif de 25 $ par voyageur pour un aller simple pour une distance de 76 km était l'un des plus élevés alors pratiqués à l'époque. Ce tarif, malgré les coûts très élevés de la maintenance et des améliorations apportées à la ligne, en fit une des plus rentables du monde. D'un autre côté, les difficultés d'ingénierie et de santé rencontrées lors de sa construction en avaient fait une des plus coûteuses (au kilomètre) à construire…

#### Les utilisations commerciales

Logo

Dans les années 1850, marquée par une forte croissance économique mondiale, la demande de café est en forte hausse et des plantations sont créées en Amérique centrale. La Panama Railroad Company est représentée par la firme de négoce allemande Hockmeyer & Rittscher, qui s'implante au Guatemala en 1858 et organise les exportations vers le port de Hambourg, important centre de réexpédition du café en Europe. Le café du Guatemala sort par le Pacifique, puis traverse l'isthme grâce à la Panama Railroad Company, ce qui permet aux navires d'éviter le contournement du Cap Horn. Du coup, le rôle des anglais dans les exportations du Guatemala par Belize diminue fortement.
Une autre maison de négoce allemande s'implante, "Rieper Augener". Venue de Brème, cette dernière est agent du North German Lloyd, fondée en 1857, à Brême, par le négociant Eduard Crüsemann, après un voyage d'affaires aux États-Unis et dans les Caraïbes en 1853, avec l'aide du financier Hermann Henrich Meier, qui sera fondateur de la nouvelle Bourse de Brême en 1861.
Le tremblement de terre de 1882 cause de graves dommages au chemin de fer.

### La deuxième construction de la ligne
À l'occasion du percement du canal, le tracé de la ligne ferroviaire est entièrement modifié sur sa partie centrale, le canal utilisant le même itinéraire.
La ligne est donc déviée reconstruite sur le flanc nord. 

### La troisième construction de la ligne

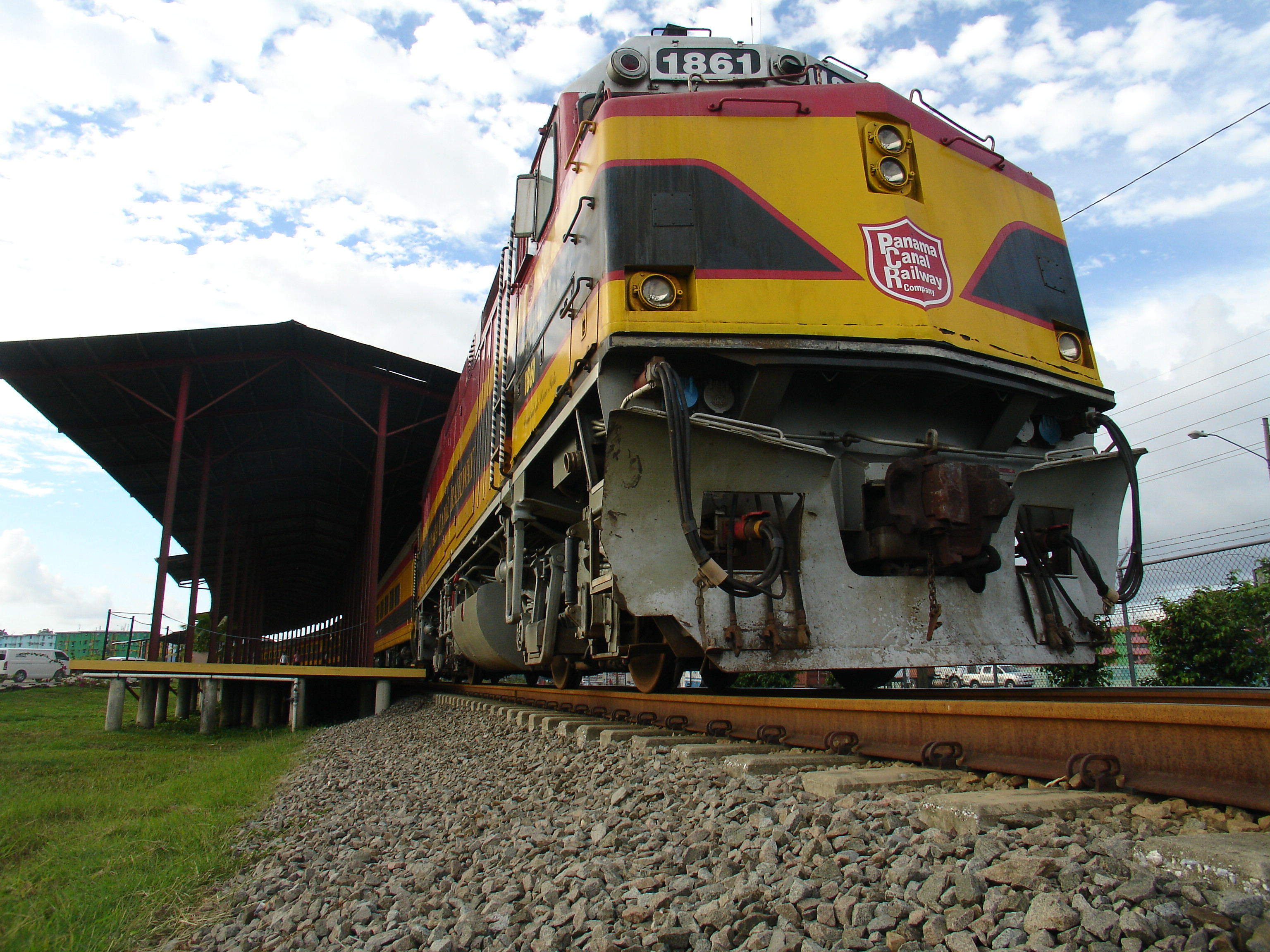
Le train est prêt à partir de la gare de Colón

Le 17 février 1998, l'État du Panama a accordé une concession de 50 ans à la Panama Canal Railway Company, filiale commune de Kansas City Southern (compagnie américaine de chemins de fer) et Mi-Jack Products (un opérateur américain de terminaux intermodaux) pour reconstruire et exploiter la ligne.
Les travaux de reconstruction ont commencé en février 2000 et se sont terminés en juillet 2001. Le premier train de voyageur a circulé dès juillet 2001 et le premier train de fret en décembre 2001.
Avec un investissement de 80 millions de dollars américains, l'infrastructure a été entièrement renouvelée (Renouvellement Voie Ballast) et mise à l'écartement standard. Elle permet désormais d'assurer le transport de conteneurs entre les deux ports des deux océans. En 2012, 400 000 conteneurs ont été transportés.